# 沈没
沈没（ちんぼつ）とは、基本的に船舶が水没した状態である。法律の上で「沈没」の扱いにされるかどうかについては、その地域の事情による。また、船舶以外の物体であっても、それが水中に沈んだ場合には「水没した」とも言うが「沈没した」という言い方も可能ではある。ただし、比喩的に異なる意味で「沈没」の語が用いられる事例も見られる。なお、水中航行も可能な船舶である潜水艦も沈没し得るものの、潜水艦は意図的に水底に難着地して静止する行動を行う場合も有り、それが再航行可能な状態であれば、沈座（ちんざ）と言って、沈没とは区別される。

## 用語が1対1で対応しない日本語と英語

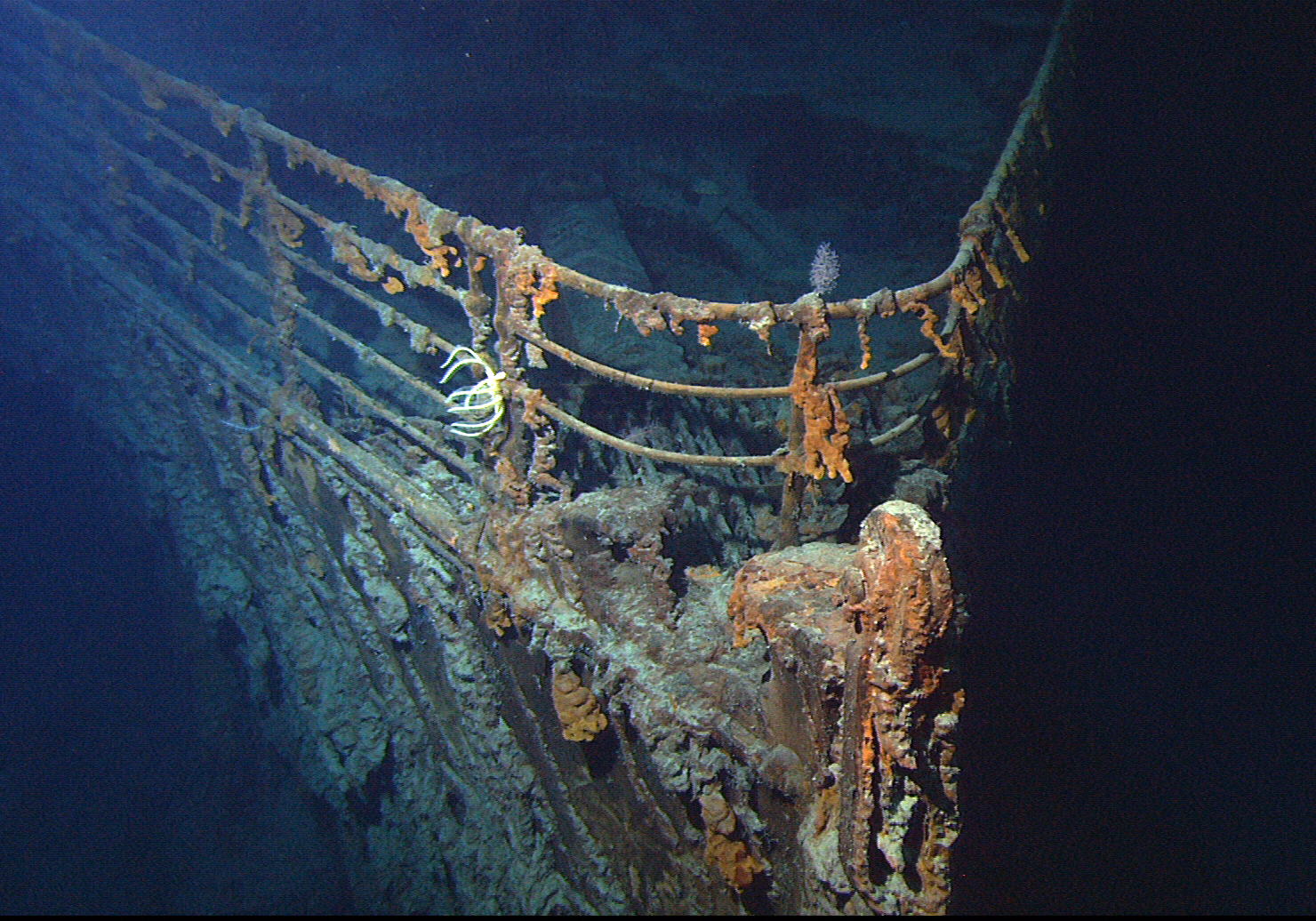
沈没し海底に有るタイタニックの残骸。日本語で一般的に言う「沈没した」状態である。英語でも「shipwreck」した状態である。

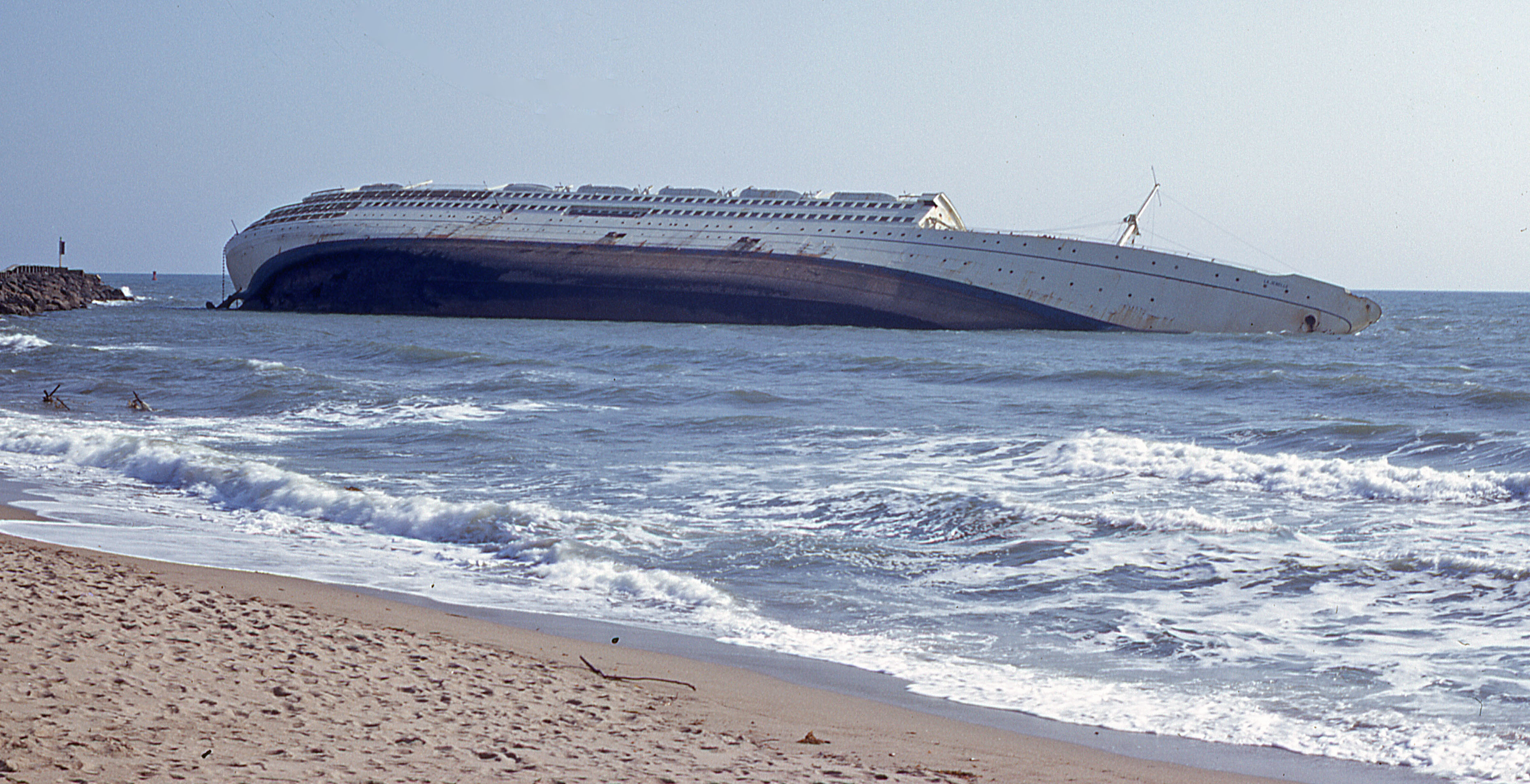
1970年4月に起きた船舶の座礁事故。これも英語では「shipwreck」した状態である。

日本語で言う船舶の「沈没」に当たる英語は、主に「shipwreck」あるいは「shipwrecking」あるいは「wrecking」である。ただし、日本語と英語ではニュアンスが異なる。日本語だと船が「水没した状態」を指す。一方で英語は「船の破壊」を意味する。すなわち英語では、自力で航行する能力を失い、もはや船舶と言えなくなった状態を意味する。また、航行不能の結果として、例えば、水没したり、岸などに打ち上げられたりして難破したりした状態も英語では意味する。

## 沈没に関する司法判断
shipwreckや沈没という語は、水上交通に関する用語や海上保険に関する法律用語として使用される。

### 法律的な定義
沈没がいかなる状態かという法律的な定義について、学説は一致していない。
特に厳格な学説としては、船体全部が海中に没していなければ沈没ではないとする学説が挙げられる。イギリスでは、1886年に起きたBryant & May v. London Assurance Co.事件で、後部甲板が浸水したまま目的港に到着した船舶を、沈没船と見なすべきかどうかが論争になった。この事件では多くの積み荷が濡損を生じ、原告は沈没に基づく損害賠償を請求した。しかし、特別陪審官は「一部の浸水である」として沈没とは認めず、被告に有利な判決を下した。
他方で、完全に船体が水中に没入していなくても沈没に当たるという学説や、必ずしも水底にまで沈降していなくても沈没に当たるという学説も存在する。
20世紀の海上保険法上では、船体の水中への没入部分が、全部であるか一部であるかは沈没の決定要素ではない。浸水の結果として船舶が航行性を奪われた場合は、船体の一部が海上に現れていたとしても、沈没と呼ぶべきとされている。
なお、潜水艦については、水中での運用は、当然ながら沈没ではない。したがって、意図的に水底に着地して静止した場合でも、その後に自力航行が可能であれば、それは沈没ではなく「沈座」と呼んで区別する。深度の制御が不能に陥り、自力で浮上できなくなった場合に、法的に「沈没」とされる。

### 沈没の立証
船舶が海難で沈没した際には、船員と共に深海底に沈んだ場合や、乗組員が退去して漂流船になった後に沈没した場合には、沈没したという事実の立証が難しい。そのため、多くの国々での法律では、一定期間、船舶が消息を絶った場合には、何らかの海難によって全損したと見なす。
1744年のGreen v. Brown 事件の判決では、ノースカロライナからロンドンまでの航海に保険が付けられた船舶が、4年間に亘って消息を絶っているという事実について、沈没により滅失したと断定するのが当然とした。
1816年のHoustman v. Thornton 事件の判決では、サバンナからフランダースまで、普通ならば7週間程度で到着するとされた航海に出た保険が付けられた船舶が、9ヶ月間に亘って消息を絶っているという事実について、沈没して行方不明になっている状態と判決が下された。

### 日本の法令
- 日本船舶が沈没した時は、船舶所有者はその事実を知った日から2週間以内に抹消登録し、遅滞なく船舶国籍証書を返還しなければならない（船舶法14条1項）。
- 船長は船舶が沈没した時は、国土交通大臣にその旨を報告しなければならない（船員法19条）。
- 船舶が沈没した場合には、船員の雇入契約は終了する（船員法39条1項）。
- 船員保険において、船舶が沈没した際、現にその船舶に乗っていた被保険者若しくは被保険者であった者の生死が3か月間分からない場合又はこれらの者の死亡の事実が3か月以内に明らかとなったが具体的な死亡時期が不明の場合には、葬祭料、障害年金差額一時金、遺族年金、遺族一時金及び遺族年金差額一時金の支給に関する規定の適用については、その船舶が沈没した日にその者は死亡したと推定される（船員保険法42条）。

## 沈没が起きる要因
船舶の沈没する要因は様々である。例えば、船舶の衝突や座礁や転覆などの海難事故でも、沈没は起き得る。他に「追い波」と呼ばれる後方からの大きな波でも、また三角波でも、船舶は転覆し得る。さらに、戦争を含めた攻撃や破壊工作により船舶が破壊された場合にも、沈没は起き得る。
いずれにしても、物理現象として、船舶が水上で浮いていられるだけの浮力が、何らかの理由で失われた場合に、船舶は沈没し得る。ただし、水よりも比重の軽い材料のみで製造された船舶ならば、水に沈み込んでゆけないために、航行能力を喪失後は、英語におけるshipwreckの状態ながら、日本語の意味における「沈没」はせずに、漂流する。
メタンハイドレートなどから産する泡による浮力の喪失。自由表面影響によるもの。
船体着氷による沈没、タイタニック号沈没事故のように氷山と衝突することのよる沈没（氷山による沈没の一覧）。砕氷船、耐氷船などの海氷の中を航行可能な等級アイスクラスを持つ氷海船舶ではない船による海氷に覆われた海での活動によるもの（例：北極海航路の実験に使われたチェリュースキン）。

## ギャラリー
- 1951年に発生したアルゴ・マーチャント号の沈没。
- パンガイモツ島（英語版）の沈没船。
- 1994年にバルト海で「沈没」したエストニアのライフクラフト。しっかりと「浮いて」いるが、壊れて航行不能なので、法律用語でいう「沈没」である。
- 2014年3月に沈没した船。

## 比喩的表現
- 酔ったり眠ったりして、まともな意識を失う事[6]。
  - 英語で「wrecked」と言うと、酒で泥酔したり、薬物により普通でない精神状態になっている事[7]。
- 遊びほうけて遊廓などに泊まり込む事[6]。遊びに夢中になって、仕事や用事を忘れる事[8]。
- 長期間の海外旅をするつもりで旅に出た者が、旅の途中で訪れたある場所を非常に気に入ったなどの理由で、かなりの長期の「滞在」や、その場所での「永住」を始めた事も比喩で「沈没」と呼ぶ。ちなみに「船が航行できなくなる事、船が進めなくなる事」に旅人の状態を喩えているとしても、「仕事や用事（目的）を忘れてしまう事」に喩えているとしても、どちらでもこの比喩は成立している。1996年には、蔵前仁一が著した『旅ときどき沈没（ ISBN 978-4938463380）』が出版された。この書籍の題名からも明らかなように、遅くとも1990年代後半には使われた喩えである。